# Divorce en droit canadien
Le Divorce en droit canadien est régi principalement par la Loi sur le divorce, de même que par des lois provinciales concernant la matière constitutionnelle connexe de la propriété et les droits civils, telles que le Code civil du Québec et la Loi sur le droit de la famille de l'Ontario. 

## Compétence fédérale et définition
Le gouvernement fédéral peut légiférer en matière de mariage et de divorce en vertu de l’art. 91 (26) de la Loi constitutionnelle de 1867. Le divorce peut être défini comme étant la « rupture légale du mariage civil prononcée par un jugement, à la demande de l’un des époux ou à celle des deux époux lorsque la demande est conjointe ».
Au Canada, alors que les droits civils et politiques relèvent de la compétence des provinces, la Constitution du Canada a spécifiquement fait du mariage et du divorce le domaine du gouvernement fédéral. Essentiellement, cela signifie que la loi canadienne sur le divorce est uniforme partout au Canada, même au Québec, qui diffère des autres provinces dans son utilisation du droit civil tel que codifié dans le Code civil du Québec par opposition à la common law qui est en vigueur dans l'autre provinces et généralement interprété de manière similaire dans toutes les provinces anglo-canadiennes. Le droit relatif au partage des biens et des dettes relève toutefois de la compétence de chaque province ou territoire, créant une structure où les lois provinciales et fédérales s'appliqueront dans la majorité des demandes de divorce.

## Historique
Le Canada n'avait pas de loi fédérale sur le divorce avant 1968. Avant cette date, le processus de divorce variait d'une province à l'autre. À Terre-Neuve et au Québec, il était nécessaire d'obtenir une loi privée du Parlement pour mettre fin à un mariage. La plupart des autres provinces ont incorporé la Loi sur les causes matrimoniales anglaise de 1857 qui permettait à un mari de divorcer pour cause d'adultère de sa femme et à une femme d'en obtenir un uniquement si elle établissait que son mari avait commis l'une des listes de comportements sexuels particuliers, mais pas simplement l'adultère. Certaines provinces avaient une législation permettant à l'un ou l'autre des époux de divorcer pour cause d'adultère.
La Loi fédérale sur le divorce de 1968 a uniformisé le droit du divorce à travers le Canada et a introduit le concept de divorce sans égard à la faute, permettant de la rupture définitive du mariage comme motif de divorce ainsi que les motifs fondés sur la faute, notamment l'adultère, la cruauté et l'abandon. 
La Loi sur le divorce de 1985 a élargi les motifs de divorce pour simplifier le processus de séparation, évitant des ruptures douloureuses au couple. Il est désormais possible d'obtenir le divorce en faisant la preuve que les époux ont vécu séparément pendant au moins au an.
La Loi sur le divorce a connu une modification importante en 2021. La version de 2021 parle désormais de temps parental plutôt que de garde, elle établit une liste non exhaustive de critères relatifs à l'intérêt de l'enfant, elle encourage la médiation familiale et crée des obligations pour les conseillers juridiques à cet effet, elle crée des balises pour aider les tribunaux à traiter les cas de violence familiale, elle établit un régime sur le déménagement important d'un enfant et simplifie certains processus relatifs à l'obligation alimentaire.

## Description sommaire de la Loi sur le divorce
La Loi canadienne sur le divorce ne reconnaît le divorce que pour cause d'échec du mariage. L'échec ne peut être établi que si l'un des trois motifs est valable : adultère, cruauté et séparation d'un an. La plupart des divorces se déroulent sur la base de la séparation des époux depuis un an, même s'il y a eu cruauté ou adultère.
La période de séparation d'un an commence à partir du moment où au moins un conjoint a l'intention de vivre séparé de l'autre et agit en conséquence. Un couple n'a pas besoin d'une ordonnance du tribunal pour se séparer, puisqu'il n'existe pas de « séparation légale » au Canada, hormis la séparation de corps du Québec.
Un couple peut même être considéré comme « séparé » même s'il vit dans le même logement. L'un ou l'autre des conjoints peut demander le divorce dans la province où le mari ou la femme vit depuis au moins un an.

## Divorce homosexuel
Le 13 septembre 2004, la Cour d'appel de l'Ontario a déclaré une partie de la Loi sur le divorce également inconstitutionnelle pour avoir exclu les mariages homosexuels, qui au moment de la décision étaient reconnus dans trois provinces et un territoire. Il a ordonné que les mariages homosexuels soient inscrits dans cette loi, autorisant les plaignantes, un couple de lesbiennes, à divorcer.

## La Loi sur le divorce et le contrôle coercitif
En 2019, le parlement fédéral a amendé la Loi sur le divorce et y a inclus le contrôle coercitif. La Loi sur le divorce redéfinit la violence familiale pour y inclure toute conduite « violente ou menaçante, qui dénote, par son aspect cumulatif, un comportement coercitif et dominant ». La définition inclut une liste non-exhaustive d’exemples de contrôle coercitif, parmi lesquels l’isolement forcé, le harcèlement (y compris le stalking), le défaut de fournir les choses nécessaires à l’existence, les mauvais traitements psychologiques, l’exploitation financière, et les menaces ou le fait de tuer ou blesser un animal ou d’endommager un bien.
La Loi sur le divorce prévoit désormais que le tribunal doit tenir compte du contrôle coercitif lorsqu’il détermine le meilleur intérêt de l’enfant, qui peut notamment influer sur l’attribution de la garde de l’enfant et le partage des responsabilités décisionnelles entre les parents. À l’occasion de ces modifications à la Loi sur le divorce, le ministère de la Justice du Canada a commenté: « [...] bien que toute forme de violence soit préoccupante, la violence de nature coercitive et dominante constitue généralement le type de violence le plus grave dans le contexte du droit de la famille, en raison de son aspect cumulatif et du danger accru qu’elle représente. De plus, elle est davantage susceptible d’affecter les capacités parentales. »